# Рулвілл (Міссісіпі)
Рулвілл (англ. Ruleville) — місто (англ. city) в США, в окрузі Санфлауер штату Міссісіпі. Населення — 2642 особи (2020).

## Географія
Рулвілл розташований за координатами 33°43′30″ пн. ш. 90°33′1″ зх. д. / 33.72500° пн. ш. 90.55028° зх. д. (33.724910, -90.550317).  За даними Бюро перепису населення США в 2010 році місто мало площу 6,54 км², з яких 6,52 км² — суходіл та 0,02 км² — водойми.

## Демографія
Згідно з переписом 2010 року, у місті мешкало 3007 осіб у 984 домогосподарствах у складі 708 родин. Густота населення становила 459 осіб/км².  Було 1073 помешкання (164/км²).
Расовий склад населення:
| - 85,5 % — чорних або афроамериканців - 13,1 % — білих - 0,3 % — вихідців з тихоокеанських островів - 0,3 % — корінних американців - 0,1 % — азіатів |

До двох чи більше рас належало 0,5 %. Частка іспаномовних становила 0,7 % від усіх жителів.
За віковим діапазоном населення розподілялося таким чином: 29,9 % — особи молодші 18 років, 56,8 % — особи у віці 18—64 років, 13,3 % — особи у віці 65 років та старші. Медіана віку мешканця становила 33,6 року. На 100 осіб жіночої статі у місті припадало 82,0 чоловіків;  на 100 жінок у віці від 18 років та старших — 75,2 чоловіків також старших 18 років.
Середній дохід на одне домашнє господарство  становив 35 679 доларів США (медіана — 27 045), а середній дохід на одну сім'ю — 39 248 доларів (медіана — 31 090). Медіана доходів становила 22 008 доларів для чоловіків та 31 852 долари для жінок. За межею бідності перебувало 37,7 % осіб, у тому числі 53,6 % дітей у віці до 18 років та 13,0 % осіб у віці 65 років та старших.
Цивільне працевлаштоване населення становило 867 осіб. Основні галузі зайнятості: освіта, охорона здоров'я та соціальна допомога — 42,1 %, публічна адміністрація — 16,6 %, виробництво — 15,5 %.